# Avocettina
Avocettina è un genere di pesci dell'ordine degli Anguilliformes.

## Specie
- Avocettina acuticeps (Regan, 1916)
- Avocettina bowersii (Garman, 1899)
- Avocettina infans (Günther, 1878)
- Avocettina paucipora Nielsen & Smith, 1978